# 고흥 능가사 대웅전
고흥 능가사 대웅전(高興 楞伽寺 大雄殿)은 대한민국 전라남도 고흥군 능가사에 있는 조선시대의 불전이다. 2001년 2월 23일 대한민국의 보물 제1307호로 지정되었다.

## 개요
대웅전은 절에서 가장 중심이 되는 건물로 석가모니불을 모시는 전각이다.
능가사는 팔영산 아래에 있는 평지사찰로 일명 보현사라고도 한다. 임진왜란 때 불에 탔던 것을 조선 인조 22년(1644)에 벽천대사가 다시 지어 능가사라 했다.
이 건물의 규모는 정면 5칸, 측면 3칸이다. 지붕은 옆에서 볼 때 여덟 팔(八)자 모양인 팔각지붕이다. 기둥은 약간 거칠게 다듬은 배흘림 형태이다.
특이한 것은 건물 방향이 입구에 맞춰 북향으로 되어 있다는 점이다. 조선후기의 건물이지만 규모가 크고, 건축양식이 우수하며 보존상태도 양호하다. 지금의 모습은 최근에 해체 보수한 것이다.

## 보물 승격사유
능가사대웅전은 18세기 중엽에 중건된 정면 5칸, 측면 3칸, 57.58평의 건물로 공포는 외3출목, 내 4출목, 다포계의 일반적 수법을 따랐지만 정면 기둥머리의 안초공 수법과 건물 내·외부에 연봉 등으로 화려하게 장식한 기법은 보물로 지정된 영광의 불갑사대웅전, 부안의 개암사대웅전과 그 맥을 같이 하며, 포벽 수장재에 도드라지게 새긴 첨차는 사찰건물에서 보기 드문 예에 속하는 등 조선중·후기 호남지역 사찰건축의 일면을 보여주는 건물로 학술적·미술사적으로 중요한 가치가 있다.

## 사진

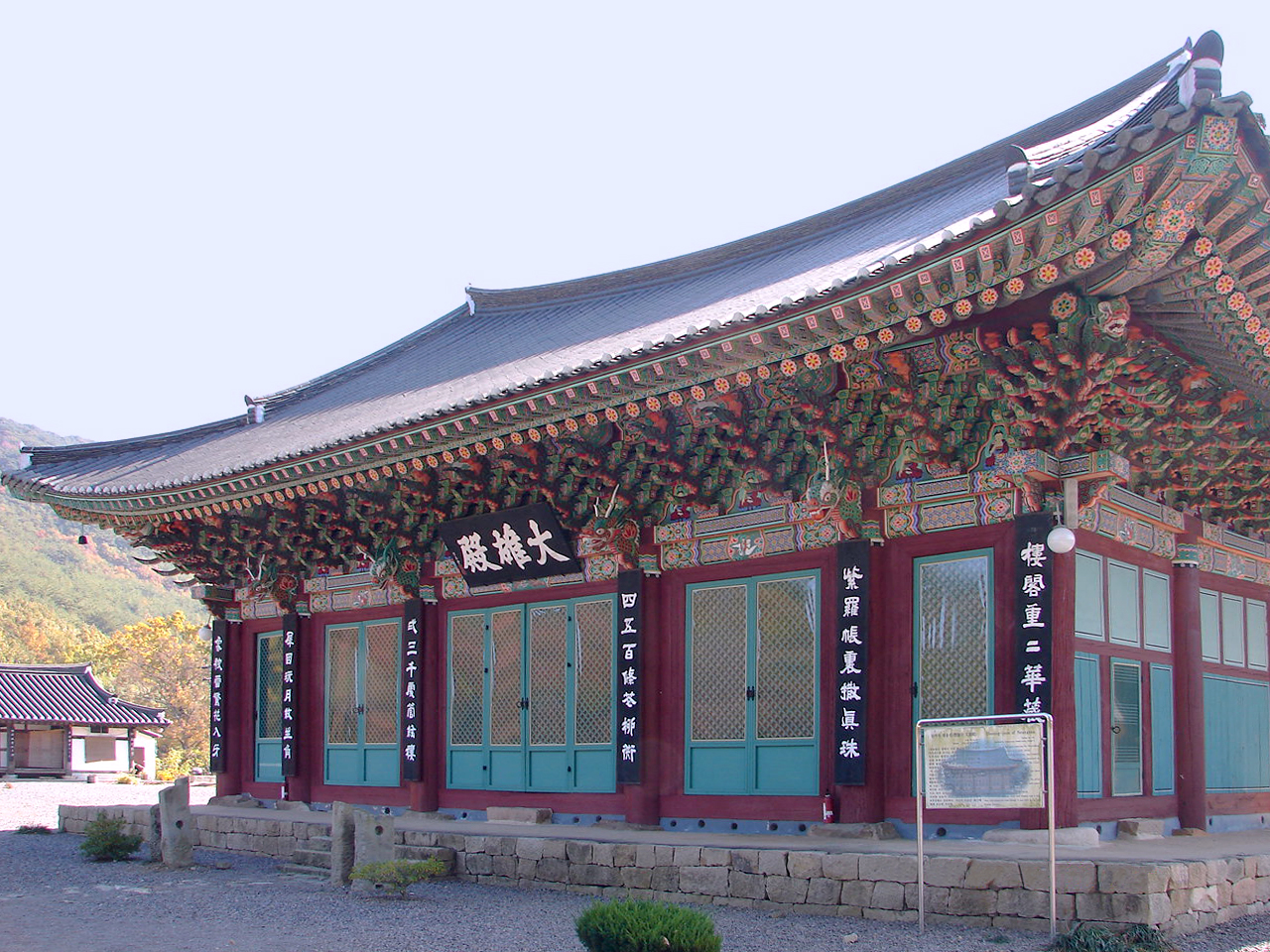
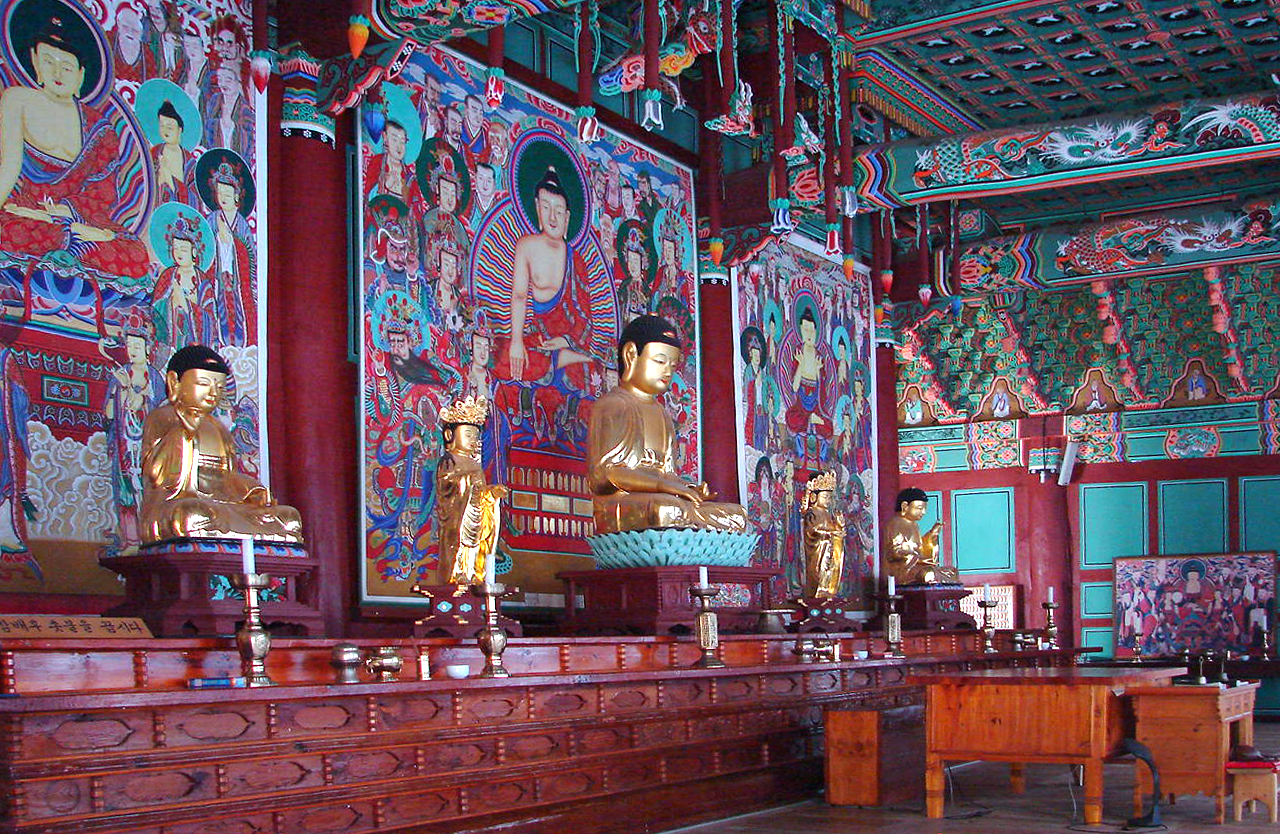
내부
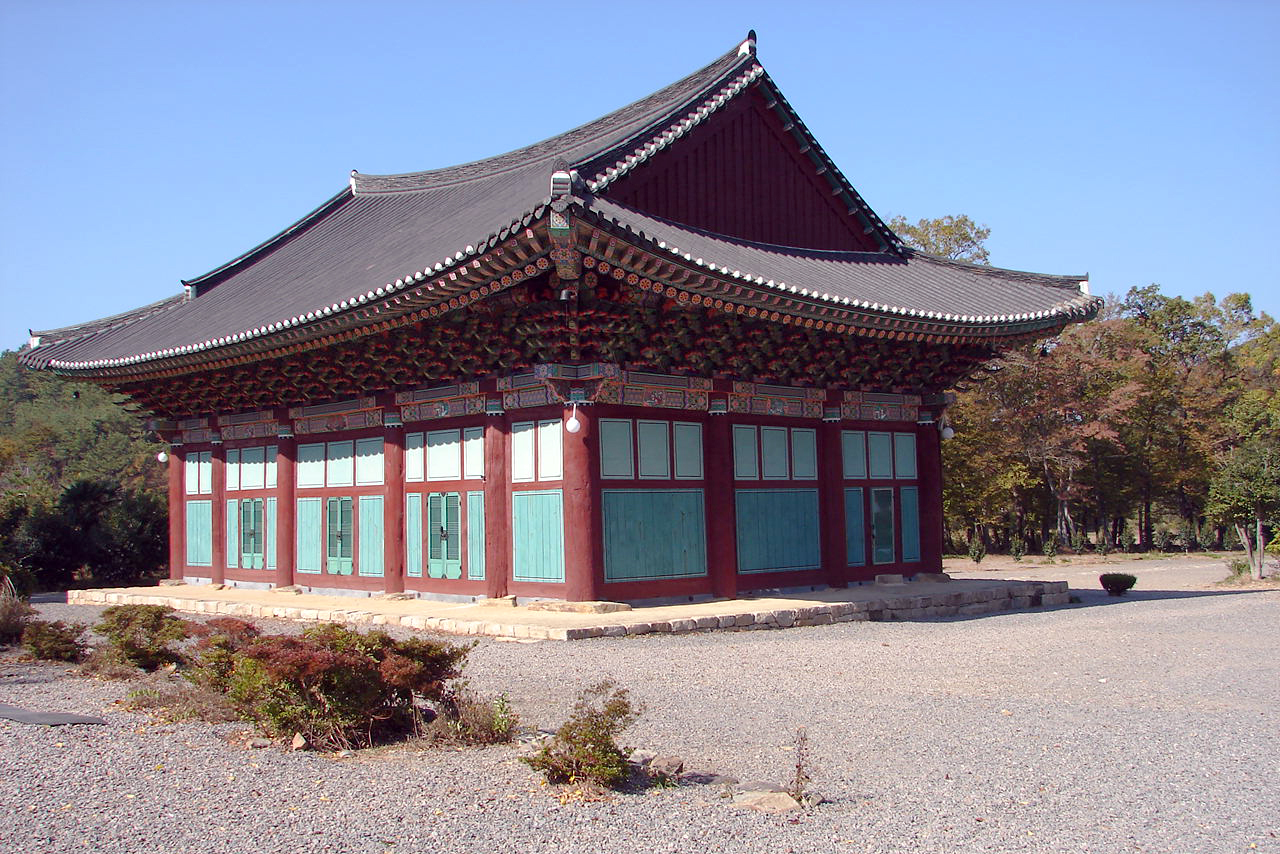

## 같이 보기
- 능가사

## 참고 자료
- 고흥 능가사 대웅전 - 국가유산청 국가유산포털